# Pusula
Pusula is een geslacht van weekdieren uit de klasse van de Gastropoda (slakken).

## Soorten
- Pusula alienigena F. A. Schilder, 1928 †
- Pusula bessei Petuch, 2013
- Pusula cimex (G. B. Sowerby II, 1870)
- Pusula costispunctata (G. B. Sowerby II, 1870)
- Pusula dadeensis Petuch, 1994 †
- Pusula dalli (Petuch, 1994) †
- Pusula densistans Fehse & Grego, 2014 †
- Pusula garciai Fehse & Grego, 2014
- Pusula guppyi F. A. Schilder, 1939 †
- Pusula hybrida (Schilder, 1931)
- Pusula labiosa (Gaskoin, 1836)
- Pusula lindajoyceae Petuch, 1994 †
- Pusula miamiensis Petuch, 1991 †
- Pusula orientalis F. A. Schilder, 1939 †
- Pusula pediculus (Linnaeus, 1758)
- Pusula permagna (C. W. Johnson, 1910) †
- Pusula platyventer Fehse & Grego, 2014 †
- Pusula pullata (Sowerby, 1870)
- Pusula radians (Lamarck, 1810)
- Pusula solandri (G. B. Sowerby I, 1832)
- Pusula subpediculus (Sacco, 1894) †